# Huis te Warmelo (schip, 1708)
Het fregat Huis te Warmelo, is een 18de-eeuws oorlogsschip uit Medemblik dat in 1715 verging in de Finse golf. Het scheepswrak werd in 2002 terug gevonden.

## Geschiedenis
Ter vervanging van oude en verloren gegane oorlogsschepen liet de Admiraliteit van het Noorderkwartier vijf nieuwe oorlogsschepen op stapel zetten.
De bouw van dit schip werd gegund aan Cornelis Willemszoon Blaauwevlag in Medemblik. Er zijn geen prenten of schilderijen van het schip maar van de aanbesteding zijn de voorwaarden en het bestek bewaard gebleven, zodat er toch een indruk bestaat van hoe het schip er uit moet hebben gezien. De kiel werd in het najaar van 1708 gelegd en de tewaterlating zonder masten was in 1709. Het schip werd daarna afgebouwd door de admiraliteit. Het schip kon volgens het bestek een bewapening van 40 tot 44 kanonnen voeren. De naam van het schip komt van Warmelo, een kasteel in Overijssel en eigendom van een van de bestuurders van de admiraliteit.
Het Huis te Warmelo werd met elf andere Nederlandse oorlogsschepen ingezet om 200 koopvaarders te beschermen in de Oostzee waar Rusland en Zweden om de macht streden. De vloot verliet op 1 juni 1715 de Rede van Texel. In de Sont sloot de Nederlandse vloot zich aan bij een Engelse vloot. Op de route terug van Sint Petersburg naar Tallin stootte het fregat in slecht weer lek op een rots onder water. Op 25 augustus 1715 zonk het een mijl ten westen van Kalbådagrund in de Finse golf. Van de 200 opvarenden werden er 75 uit zee gered door Engelse koopvaarders.

## Vondst scheepswrak
Alhoewel de Finse maritieme dienst het wrak al rond 2002 ontdekte, duurde het tot 2015 voordat historicus Peter Swart een oude zeekaart in het Maritiem Museum Rotterdam vond waarop op die locatie een scheepsramp uit 1715 stond aangegeven. Toen kon worden bevestigd dat het om het Huis te Warmelo ging. Het schip ligt rechtstandig op 60 meter diepte en is nog in goede staat.